# 魔法少女リリカルなのはA's PORTABLE -THE BATTLE OF ACES-
『魔法少女リリカルなのはA's PORTABLE -THE BATTLE OF ACES-』（まほうしょうじょリリカルなのはエース ポータブル ザ バトル オブ エイセス）は、バンダイナムコゲームスから2010年1月21日に発売されたPlayStation Portable用対戦型格闘ゲーム。略称は『なのはBOA』、『BOA』。

## 概要
原作を除く魔法少女リリカルなのはシリーズでは初のゲーム作品。ストーリーモードは『魔法少女リリカルなのはA's』の最終決戦の直後のパラレルストーリーを描いている。高町なのはがゲームキャラクターとして登場するのは『とらいあんぐるハート1・2・3 DVD EDITION』以来、8年ぶりとなる。

## ストーリー
「闇の書事件」は「闇の書の闇」を破壊する事で終りを迎える筈だった。
しかし、闇の書の闇を破壊した際に飛び散った破片、「闇の書の残滓」が闇の書事件以前の過去のなのは達の姿を模った存在である「闇の欠片」を作り出し始める。リインフォースは、闇の書の残滓が闇の欠片を使い、闇の書の闇として再生しようとしていると推測し、なのは達は闇の書の残滓と闇の欠片を破壊する為に別々に行動を取った。

## ゲームシステム

### 戦闘システム
ゲームは1対1の3D対戦アクションとなっており、HPを先にすべて失うとダウンとなり、先に2回ダウンを奪うと勝利となる仕組みである。原作アニメに準じて各種魔法を繰り広げたバトルを行うことが可能となっている。
本作では「レンジシフトバトル」というシステムを採用しており、キャラクターの距離に応じて自動的にクロスレンジ（近距離戦闘）かロングレンジ（遠距離戦闘）に切り替わるようになっている。また、キャラクターの距離と配置によって、自動的にカメラ視点が変化するようになっている。
クロスレンジでは、アタック（打撃攻撃）、キャッチ（投げ技）、ブロック（攻撃をブロックして反撃）の3通りの攻撃行動を取ることができる。これらは三すくみの強弱関係となっており、それによって読み合いという要素を持たせている。
ロングレンジでは、各キャラクター固有に用意された3種類の魔法を用いた攻撃行動を取ることができる。魔法を用いるにはMPを消費する必要があり、これが足りないと魔法は発動しなくなる。MPは後述の通り、ガードでも用いることになるため、MP残量を考慮しながら魔法攻撃を行う必要がある。なお、いずれの魔法も溜め操作が可能となっており、発射弾数の増加、威力増加、追尾性能上昇などの性能が向上した魔法発動となる。
クロスレンジ、ロングレンジ、いずれの場合でも、ガード操作によって攻撃をガードすることが可能である。ただし、ガードを用いて攻撃を受け止めると、MPを消費する仕組みとなっている。ガードによってMPが0になると、ガードクラッシュと呼ばれる一定時間無防備な状態となり、相手の攻撃を一方的に受けることになる。MPを回復するには、クロスレンジで攻撃する、攻撃を受ける直前でガードする（EXガード）などの方法があり、EXガードはMP回復量が多く設定してあるため、魔法戦を制覇する際の鍵となっている。
移動は方向キーの他、急加速移動も可能となっている。急加速移動による移動直後は無敵状態となるため、敵の攻撃を避ける目的で使用することも可能である。近接戦闘中は相手の背後に回り込むといった操作も可能となっている。ただし、使用可能回数の制限と回復所要時間が設定されており、回復所要時間以内に繰り返して使用すると使用可能回数が減っていくこととなる。
本作は『魔法少女リリカルなのはA's』で登場した「ベルカ式魔法」のカートリッジシステムを再現するため、回数制限のあるフルドライブを一定時間行うことが可能となっている。この時間中は、MP全快、魔法によるMP消費なし、急加速移動での回数消費なしなどの効果がある他、時間中にのみ使用可能なバーストトリガーと呼ばれる特殊攻撃を相手にヒットさせることで、大威力の魔法攻撃フルドライブバーストを発動させることが可能となっている。

### ゲームモード
大きく4種類のゲームモードが用意されている。
ストーリーモード
ストーリー節に記された背景世界で、通常の6面に条件を満たすと追加される2面で構成されるストーリーを展開していくモードである。プレイヤーキャラクターによって異なる展開が用意されている。
また、ストーリーモードをクリアすることにより、各キャラクターに用意されたスキル（後述）を他のキャラクターに開放し、他のキャラクターがそれらのスキルを使用することができるという趣向が設けられている。
バーサスCOMモード
プレイヤーキャラクターと、対戦相手となるCPUキャラクター、設定を自由に選択して戦うモードである。
アーケードモード
CPUが操作するキャラクターとの対戦モードで、全キャラクター勝ち抜けを目指すモードである。
アドホックモード
前3モードが1人プレイモードであるのに対し、本モードは対人戦モードとなっている。PSPのワイヤレスLAN通信機能を用いて、本作を保有する他者との対戦となる。アドホック・パーティーにも対応している。

### スキル
各キャラクターには固有の戦闘特性、スキルを2つずつ持っている。なのはであれば「ロングレンジパワー（ロングレンジでの攻撃威力の向上）」と「MPガード（攻撃ガード時のMP消費量の軽減）」といった具合である。ストーリーモードをクリアすることにより、クリアしたキャラクターの持つスキルは開放され、他のキャラクターが使用することが可能となる。元々持っている2つのスキル以外に、最大2つまでのスキルを使用することが可能である。ただし、追加スキル数に応じてHPの最大量が減少するというペナルティを持っている。なお、元々持っている2つのスキルを不使用とすることはできない。また、星光の殲滅者、雷刃の襲撃者、闇統べる王は6つのスキルを持っている代わりにスキルカスタマイズができない。リインフォースのシナリオで最終ステージでユニゾンリインフォースとなりすべてのスキルを装備かつHPが減少していない状態となる。

## 登場キャラクター
- 高町なのは
- フェイト・テスタロッサ
- ヴィータ
- シグナム
- シャマル
- ザフィーラ
- クロノ・ハラオウン
- 八神はやて
- リインフォース
- マテリアルS（星光の殲滅者）
- マテリアルL（雷刃の襲撃者）
- マテリアルD（闇統べる王）

ストーリーモードのみに登場するキャラクター
- ユーノ・スクライア
- アルフ
- リンディ・ハラオウン
- エイミィ・リミエッタ

## スタッフ
- プロデューサー - 富澤祐介
- 原作・脚本 - 都築真紀
- 作画・CG監督 - きなこひろ

## 主題歌
オープニングテーマ「Silent Bible」
作詞・歌 - 水樹奈々 / 作曲 - 母里治樹 / 編曲 - 菊田大介
エンディングテーマ「Tiny Rainbow」
作詞 - 椎名可憐 / 作曲・編曲 - 太田雅友 / 歌 - 田村ゆかり

## DLマガジン デジタルなのは
PlayStation Storeよりダウンロード配信されるデジタルコンテンツ集。

準備号はゲーム予約特典のダウンロードカードのプロダクトコードの入力で、第1号以降は毎月800円で有料配信される。

魔法少女リリカルなのはA's PORTABLE -THE BATTLE OF ACES-のソフトが無くても購入、起動、プレイは可能。
2018年2月27日に配信終了。

### 主なコンテンツ
デジタルフィギュアクロック なのヴィネ
ディフォルメキャラを眺めて楽しむ。ボイスクロック機能付。後述する配信内容で「with」と付くイベントは、該当するキャラクターの追加ダウンロードが必要。
着せ替えブロック崩し バインドブレイカー
脱衣ブロック崩し。
デジなの動画
関連動画や情報などを発信。
リリカル☆テーマ
PSPカスタムテーマ（メニュー画面の背景）のイラスト配信。

### 配信内容
- カタログバインダー

必須ベースアプリケーション。無料配信。
- 準備号 - 2010年2月16日から2010年5月31日までの期間限定配信

追加キャラ&ルーム - なのは・部屋
追加コスチューム - バリアジャケット、メイド服
イベント
魔法の練習なの
お部屋のお掃除なの
お部屋でうとうとなの
うさぎと遊ぼうなの
鏡の前でおめかしなの
お部屋で読書なの
魔法の練習なのwithフェイト
お部屋のお掃除なのwithはやて
お部屋でうとうとなのwithシグナム
うさぎと遊ぼうなのwithヴィータ
鏡の前でおめかしなのwithシャマル
お部屋で読書なのwithリインフォース
- 第一号 - 2010年2月16日配信

追加キャラ&ルーム - フェイト・屋上
追加コスチューム - バリアジャケット、制服
イベント
魔法でテニスなの!?
屋上に一人…なの?
魔法の練習なの
屋上のお掃除なの
読書でうとうと…なの
シャボン玉遊びなの
魔法でテニスなの!?withなのは
屋上に一人…なの?withはやて
魔法の練習なのwithシグナム
屋上のお掃除なのwithヴィータ
読書でうとうと…なのwithシャマル
シャボン玉遊びなのwithリインフォース
- 第二号 - 2010年3月26日配信

追加キャラ&ルーム - はやて・カフェ
追加コスチューム - 騎士甲冑、ウェイトレス
イベント
お店のお掃除なの
召喚魔法の練習なの
お店のお手伝いなの
ケーキがいっぱいなの
お絵かきのお時間なの
ケーキ選びなの
お店のお掃除なのwithなのは
召喚魔法の練習なのwithフェイト
お店のお手伝いなのwithシグナム
ケーキがいっぱいなのwithヴィータ
お絵かきのお時間なのwithシャマル
ケーキ選びなのwithリインフォース
- 第三号 - 2010年4月27日配信

追加キャラ&ルーム - シグナム・グラウンド
追加コスチューム - 騎士甲冑、体操服
イベント
ハードル走なの
短距離走なの
キャンプファイヤーなの
玉入れなの
応援合戦なの!
大玉転がしなの
ハードル走なのwithなのは
短距離走なのwithフェイト
キャンプファイヤーなのwithはやて
玉入れなのwithヴィータ
応援合戦なの!withシャマル
大玉転がしなのwithリインフォース
- 第四号 - 2010年5月28日配信

追加キャラ&ルーム - ヴィータ・プール
追加コスチューム - 騎士甲冑、スク水
イベント
うきわでプカプカなの
プールサイドは走っちゃダメなの
お空を飛ぶなの
可憐なクロールなの
魔法で水泳なの
プールで宝探しなの
うきわでプカプカなのwithなのは
プールサイドは走っちゃダメなのwithフェイト
お空を飛ぶなのwithはやて
可憐なクロールなのwithシグナム
魔法で水泳なのwithシャマル
プールで宝探しなのwithリインフォース
- 第五号 - 2010年6月25日配信

追加キャラ&ルーム - シャマル・公園
追加コスチューム - 騎士甲冑、バニー
イベント
魔法の練習なの
焼き芋作りなの
花火なの
ランニングなの
かくれんぼなの
お花を咲かせるなの
魔法の練習なのwithなのは
焼き芋作りなのwithフェイト
花火なのwithはやて
ランニングなのwithシグナム
かくれんぼなのwithヴィータ
お花を咲かせるなのwithリインフォース
- 第六号（最終号） - 2010年7月28日配信

追加キャラ&ルーム - リインフォース・桜台
追加コスチューム - 戦闘服、サンタ
イベント
雪合戦なの
雪うさぎと遊ぼうなの
雪の結晶なの
かまくらでのんびりするなの
雪だるまを作るなの
うさぎに変身なの
雪合戦なのwithなのは
雪うさぎと遊ぼうなのwithフェイト
雪の結晶なのwithはやて
かまくらでのんびりするなのwithシグナム
雪だるまを作るなのwithヴィータ
うさぎに変身なのwithシャマル

## 関連作品
『コンプティーク』2009年12月号から2010年2月号にかけて、作：都築真紀、イラスト：藤真拓哉による本作のストーリーモードを詳しく描いたビジュアルストーリー、『Double Breaker』が連載した。